# Холм Зундхаусен
Холм Зундхаусен (Берлин, 17. април 1942 — Регензбург, 21. фебруар 2015) био је немачки историчар, професор историје Југоисточне Европе на Слободном универзитету у Берлину.
Већ неколико деценија се бави историјом Балкана и Србије. Године 2007. је објавио књигу „Историја Србије од 19. до 21. века“.